# Château Pape Clément
 (mars 2022).
Le château Pape Clément est un domaine viticole du vignoble des Graves situé à Pessac en Gironde. Il est en AOC pessac-léognan, dans l'agglomération de Bordeaux. Il figure au classement des vins de Graves de 1959.

## Histoire du domaine

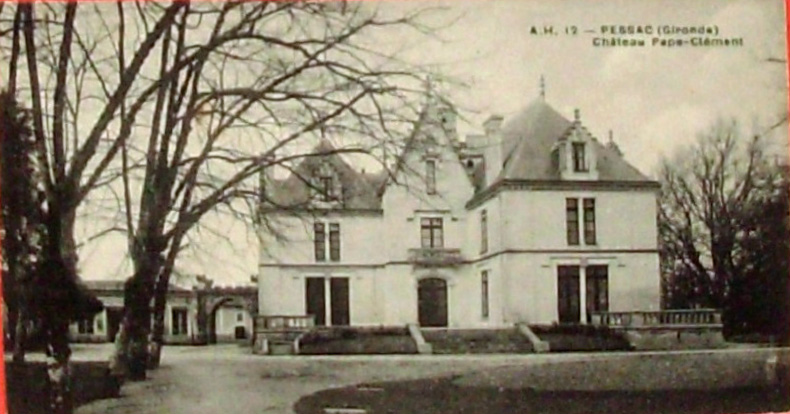
Le château Pape Clément vers 1900-1920.

Le vin doit son nom au pape Clément V, né Bertrand de Goth, qui fut propriétaire du domaine au XIVe siècle. En 1299 Bertrand de Goth, évêque des Comminges dans les Pyrénées, est nommé archevêque de Bordeaux par le pape Boniface VIII. C’est à cette occasion qu’il reçoit en cadeau de son frère Béraud de Goth une propriété plantée en vignes à Pessac, alors appelée vignoble de La Mothe. À l’origine existait une motte castrale, située au milieu d’un vignoble. En 1305, Bertrand de Got fut élu pape et prit le nom de Clément V. Il fit construire sur le domaine une résidence qui fut édifiée au pied de la motte. De 1305 à 1309 le Pape continua de gérer son vignoble avec grand soin. En 1309 le pape Clément fit donation de son vignoble de Pessac à l’archevêque de Bordeaux, lequel le transmit à ses successeurs jusqu’à la Révolution française de 1789 sous le nom de « Vignes du Pape Clément ». En Avignon où il établit pour la première fois le siège de résidence pontificale, le pape Clément V fit connaître les vins pessacais. Les comptes de l’archevêché nous fournissent de nombreux détails sur le souci permanent que manifesta Bertrand de Goth et sur sa forte implication pour avoir, tant dans le vignoble que dans son cuvier, l’équipement le plus rationnel qui soit. Au début du XVIe siècle, Rabelais évoqua le « vin clémentin »,.
Lors de la Révolution française, le domaine sera confisqué comme bien national. En 1791, le domaine est vendu aux enchères à Samuel Peixotto, banquier bordelais. En 1824, il est racheté par Monsieur Jarrige, ancien maire de Pessac. En 1840, Monsieur De Fortmanoir (ou Dufort-Manoir) se porte acquéreur du domaine. Quelques années plus tard, Monsieur Clouzel rachète le domaine. En 1858, Jean-Baptiste Clerc, armateur bordelais, achète la propriété, la rattache au vignoble contigu de Sainte-Marie-de-Bel-Air. En 1861, il fait construire le château tel qu'on le connaît et remet le vignoble à niveau. À son décès, la propriété est rachetée par Juan Cinto, agent de change et négociant à Bordeaux. Celui-ci va rénover et agrandir le château. Sa petite-fille, Jeanne Marie Chédor, y épouse André Bordes en septembre 1929,. Ses héritiers auraient revendu la propriété à un britannique du nom de Maxwell après la Première Guerre mondiale. Maxwell aurait laissé péricliter le domaine et le 8 juillet 1937, un orage de grêle a presque entièrement décimé le vignoble.
En 1939, Paul Montagne, ingénieur agronome bordelais et futur maire de Pessac (1941-1943) rachète le domaine. Celui-ci utilisera les services du grand œnologue Émile Peynaud, à compter de 1949 et ce jusqu'en 1984. C'est seulement à partir de 1950 que le vignoble sera replanté. Bernard Magrez prend une participation minoritaire dans le domaine (3,5 %). Léo Montagne prendra la succession de son père. En 1983, Bernard Magrez, gendre de Léo Montagne et propriétaire de nombreux domaines, prend la direction du domaine et le château est rénové. Il mettra une dizaine d'années à reprendre la totalité du capital du domaine.

## Terroir

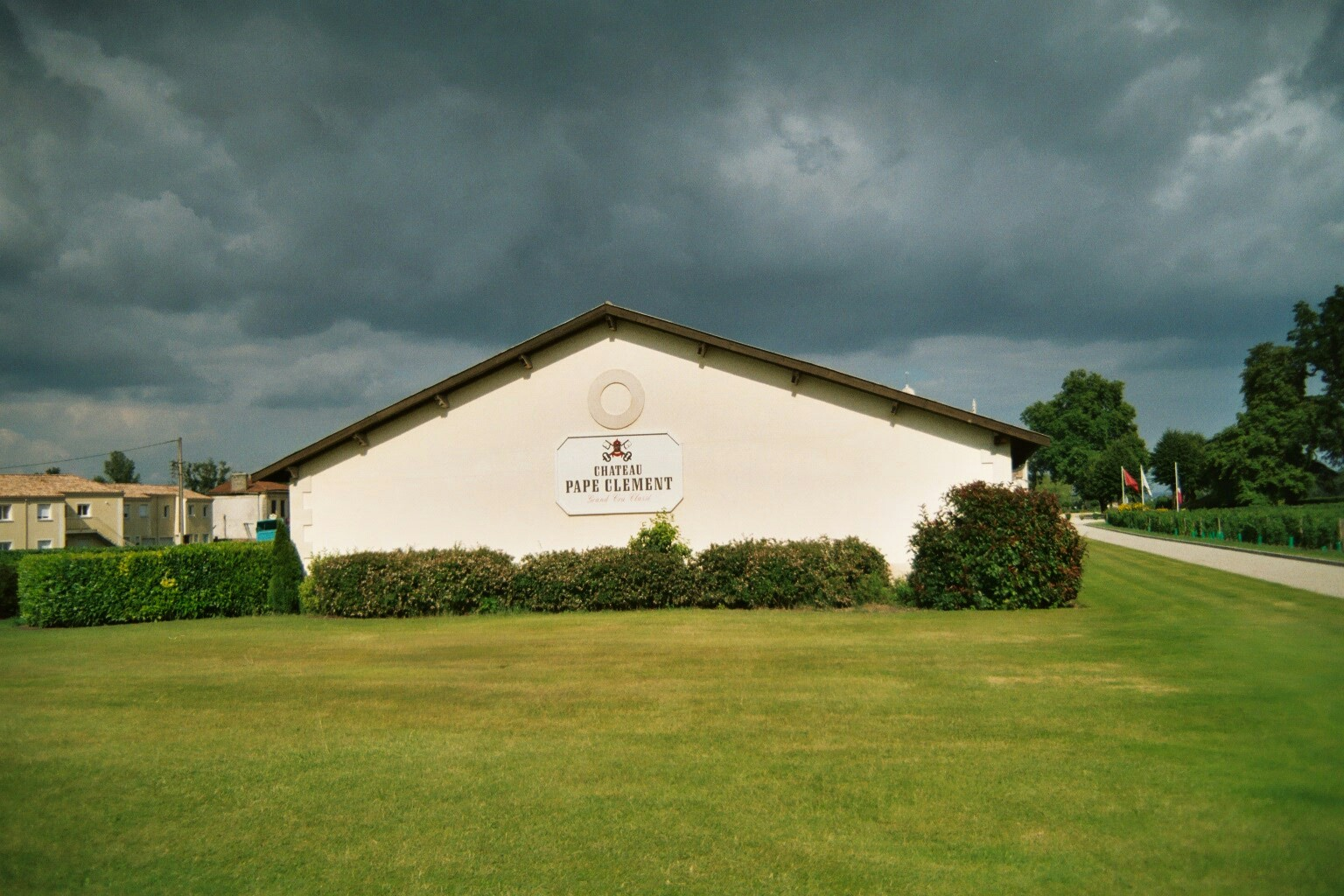
Les chais du château Pape Clément.

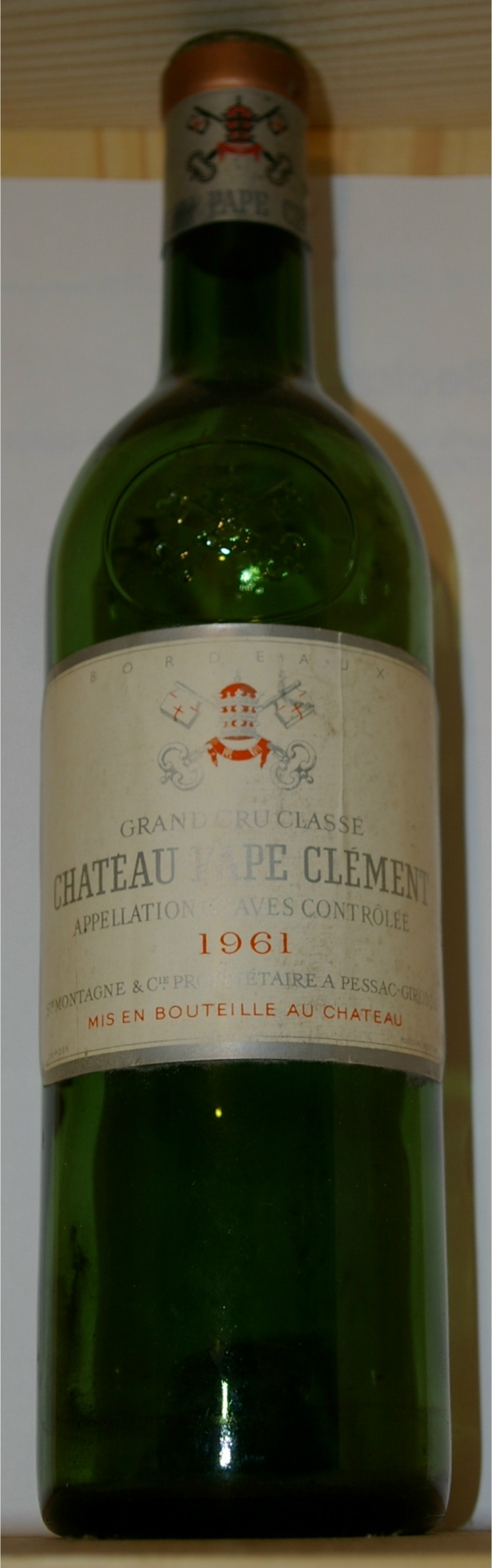
Bouteille de Château Pape Clément 1961.

## Vins et vinification
Le raisin y est égrappé à la main, par deux équipes de deux cents personnes tournant sur six heures. La vinification est réalisée par Michel Rolland[réf. nécessaire].